# سوزانا مور
سوزانا مور (بالإنجليزية: Susanna Moore)‏‏ (9 ديسمبر 1945 في برين مار ‏ - ) ممثلة، ومؤلفة، وروائية، وكاتِبة، وعارضة من الولايات المتحدة.

## روابط خارجية
- سوزانا مور على موقع IMDb (الإنجليزية)
- سوزانا مور على موقع ألو سيني (الفرنسية)
- سوزانا مور على موقع أول موفي (الإنجليزية)
- سوزانا مور على موقع قاعدة بيانات الأفلام السويدية (السويدية)
- سوزانا مور على موقع قاعدة بيانات الفيلم (الإنجليزية)
- سوزانا مور على موقع كينوبويسك (الروسية)